# Quinto Fábio Máximo Gurges (cônsul em 265 a.C.)
Quinto Fábio Máximo Gurges (m. 265 a.C.; em latim: Quintus Fabius Maximus Gurges) foi um político da gente Fábia da República Romana eleito cônsul em 265 a.C. com Lúcio Mamílio Vítulo. Era filho de Quinto Fábio Máximo Gurges, cônsul em 292 e 276 a.C., e pai de Fábio Máximo, cônsul cinco vezes entre 233 e 208 a.C. e ditador em 219 e 217 a.C., um dos grandes heróis da Segunda Guerra Púnica.

## Consulado (265 a.C.)
Um ano antes da Primeira Guerra Púnica, foi eleito cônsul com Lúcio Mamílio Vítulo, um ano antes da Primeira Guerra Púnica. Há dúvidas se este Fábio é a mesma pessoa que seu pai, Quinto Fábio Máximo Gurges. Seja como for, o Quinto Fábio Máximo Gurges, cônsul em 265 a.C., morreu em batalha, enquanto ocupava o consulado. Os cônsules (ou apenas o cônsul Fábio) foram enviados para lutar contra os volsínios, na Etrúria, para assegurar a liberdade dos cidadãos. Os volsínios, o povo mais antigo dos etruscos, que haviam resistido aos romanos até serem conquistados, haviam se tornado indolentes, passando a ser governado por seus servos. Eles pediram ajuda aos romanos, que enviaram Fábio. Ele derrotou as forças enviadas contra ele, cercou os rebeldes dentro da cidadela e a atacou, mas foi ferido e morreu. Os rebeldes tentaram contra-atacar, mas voltaram para a cidade, e, com fome, se renderam. Outro cônsul executou os que haviam usurpado as honras da classe governante, destruiu completamente a cidade e realocou os cidadãos nativos e os servos que haviam se mantido fiéis a novos mestres em outro local. Segundo Thomas Arnold, a conquista e destruição de Volsínios ocorreu no ano seguinte e foi obra de Décio Mus, cônsul em 475 A.U.C., e que estaria, em 489 A.U.C. (264 a.C.) ocupando ou o cargo de pretor ou de ditador.
Além de sua morte, somente um fato foi registrado sobre sua vida. Enquanto era edil, Fábio, depois de uma acusação de ter agredido embaixadores, foi enviado sob a custódia de um questor a Apolônia, em Epiro, para que fosse julgado. Os apolonienses, porém, o dispensaram sem nenhum tipo de castigo.